# Waubra
Waubra is een plaats in de Australische deelstaat Victoria en telt 494 inwoners (2006).

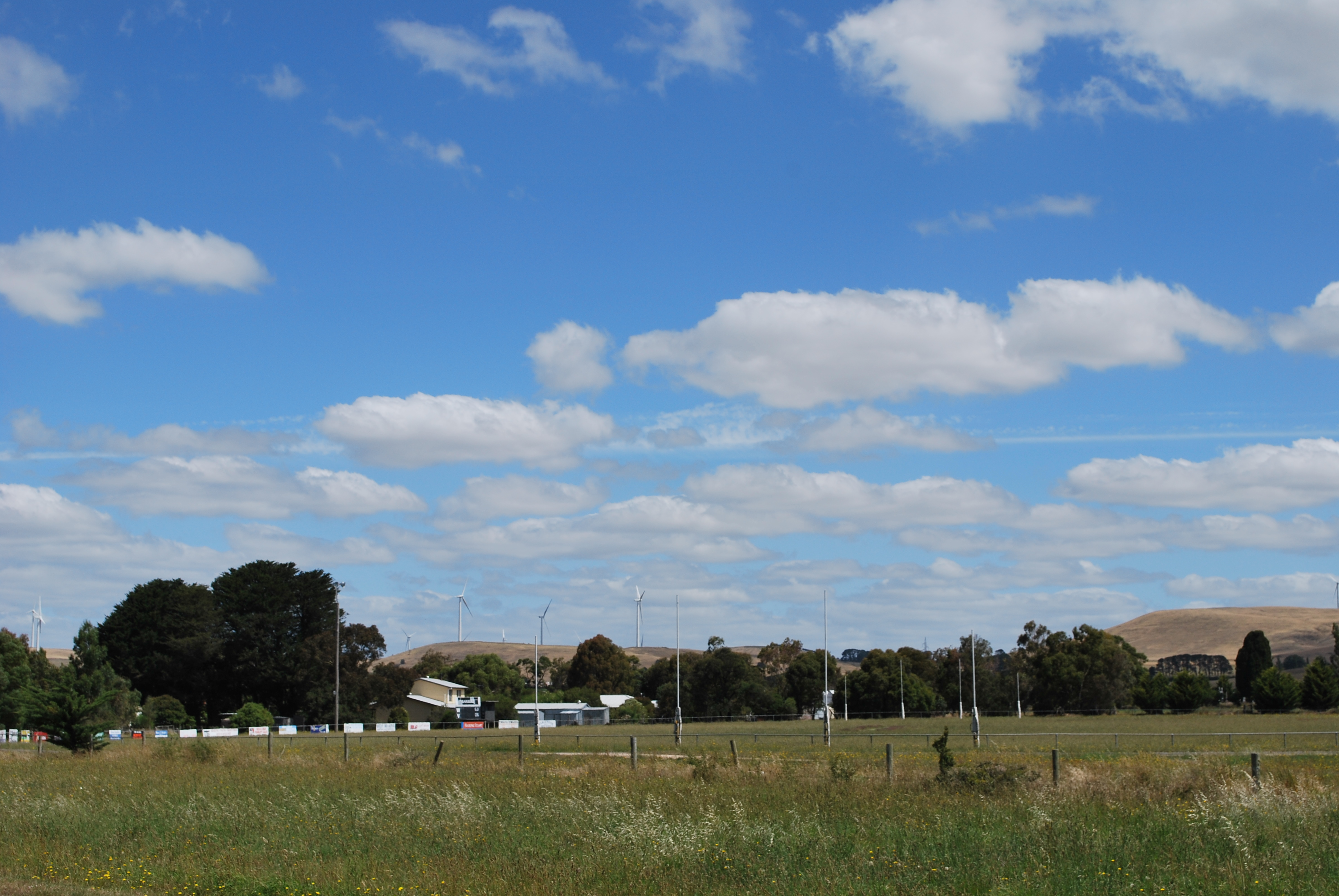
Recreatiegebied bij Waubra
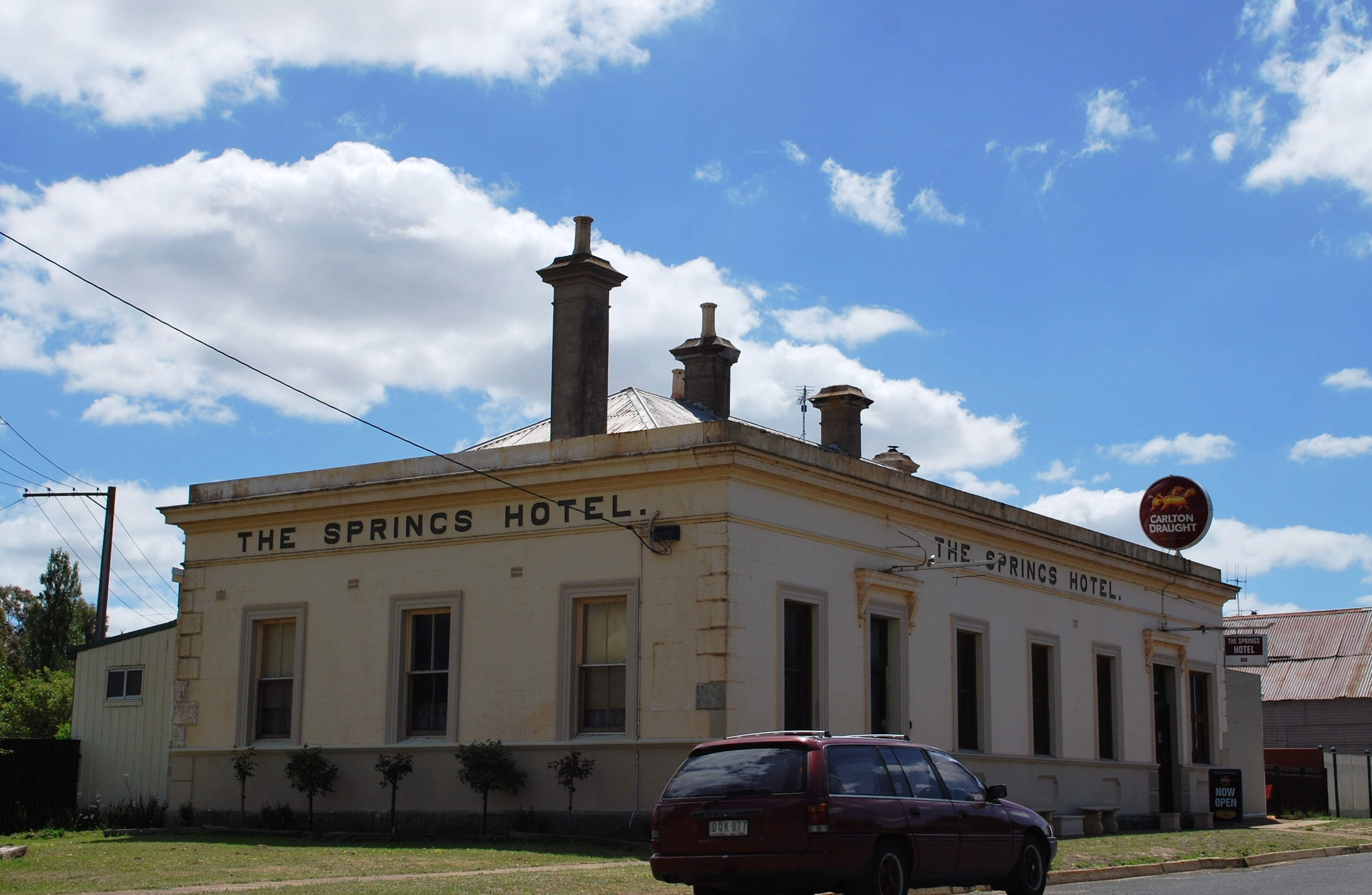
The Springs Hotel